# Mercedes-Benz Baureihe 470
| Sterne im Euro NCAP-Crashtest (2017) | 5 Sterne im Euro-NCAP-Crashtest |

Die Mercedes-Benz Baureihe 470 (X-Klasse) ist ein Pick-up von Mercedes-Benz. Das Fahrzeug wurde von 2017 bis 2020 gebaut und teilt sich die Technik mit dem Nissan Navara und dem Renault Alaskan.

## Geschichte
Die Vorstellung eines ersten Konzeptfahrzeugs fand im Oktober 2016 in Stockholm statt, die Serienversion wurde am 18. Juli 2017 in Kapstadt präsentiert. Auf den deutschen Markt kam die X-Klasse am 4. November 2017 zu Preisen ab 37.294 Euro. Anfang 2018 folgte der Marktstart in Südafrika. In den USA wurde die X-Klasse nicht angeboten.

## Produktion
Die neue Baureihe wurde in einer Produktionsgemeinschaft mit der Renault-Nissan-Allianz im Nissan-Werk in Barcelona produziert. Eine zunächst geplante Produktion der X-Klasse für den lateinamerikanischen Markt im Renault-Werk im argentinischen Córdoba wurde nicht umgesetzt.
Im Jahr 2018 verkaufte Mercedes-Benz rund 16.700 Fahrzeuge der X-Klasse, was die Erwartungen des Herstellers nicht erfüllte. Im Folgejahr wurden sogar nur 15.300 Stück verkauft. Daher wurde die Produktion der X-Klasse bereits im Mai 2020 wieder beendet.

## Ausstattungslinien
In Deutschland wurden die Ausstattungslinien Line Pure (Grundausstattung), Line Progressive und Line Power angeboten.

## Bildergalerie

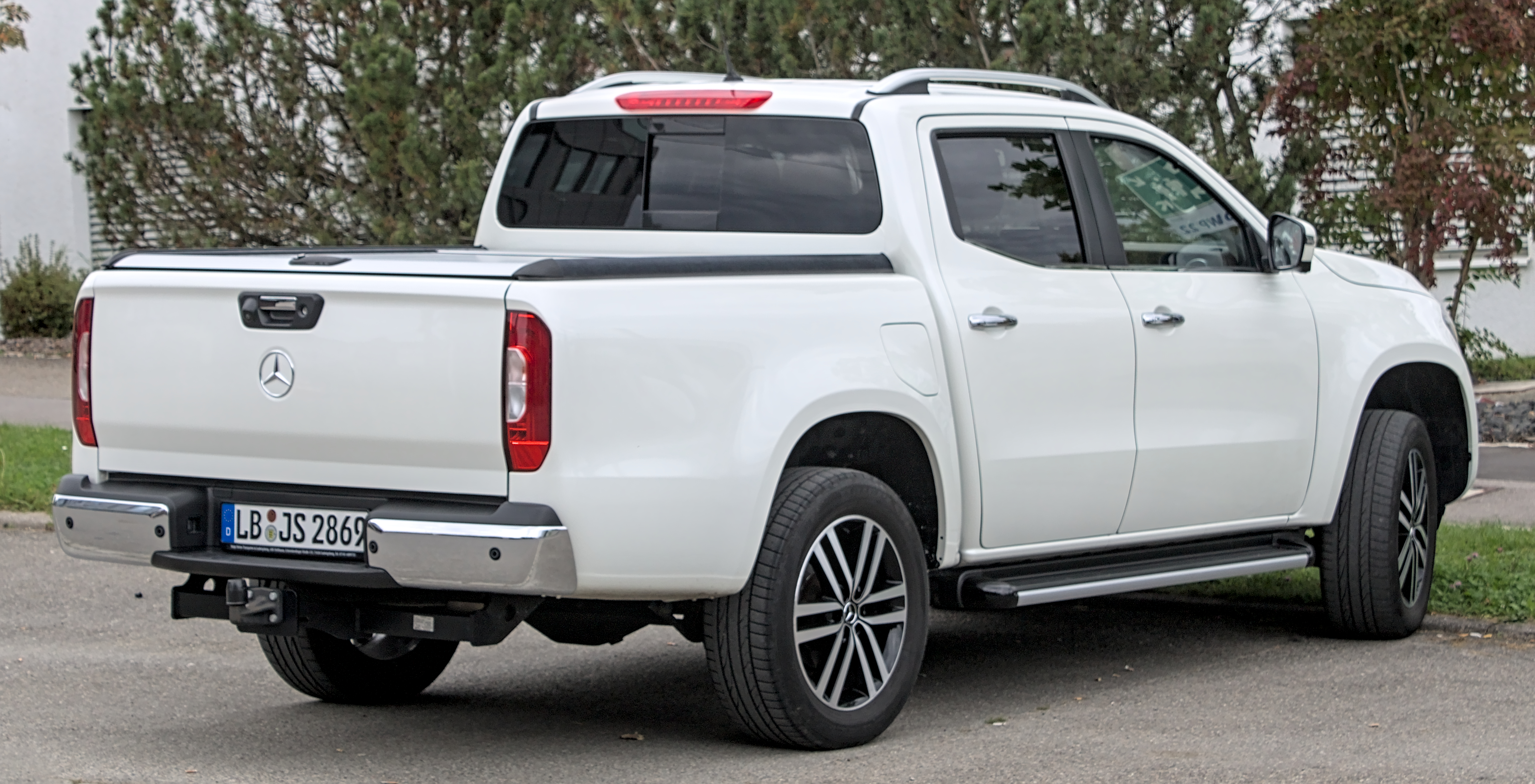
Heckansicht
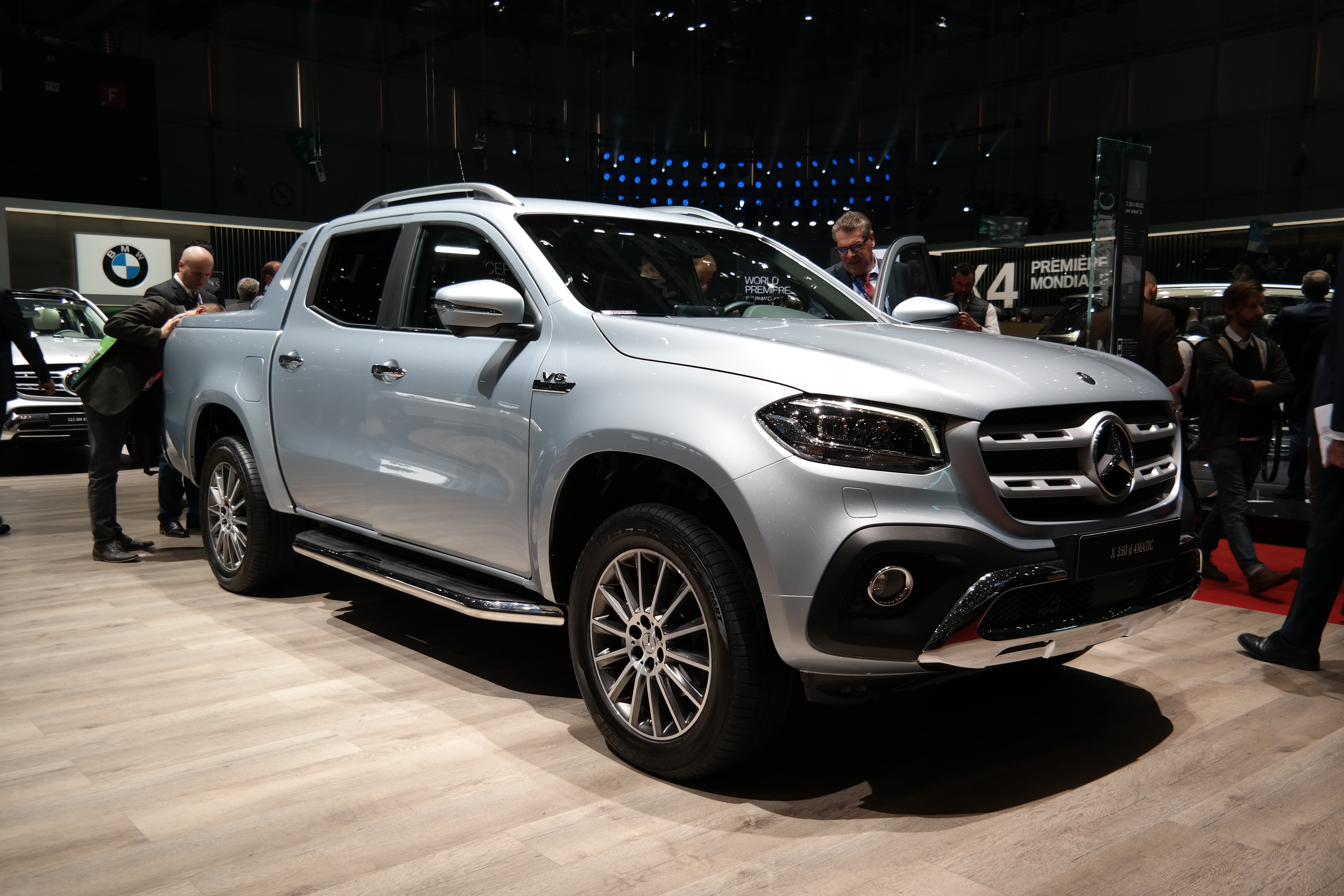
Mercedes-Benz X 350 d auf dem Genfer Auto-Salon 2018
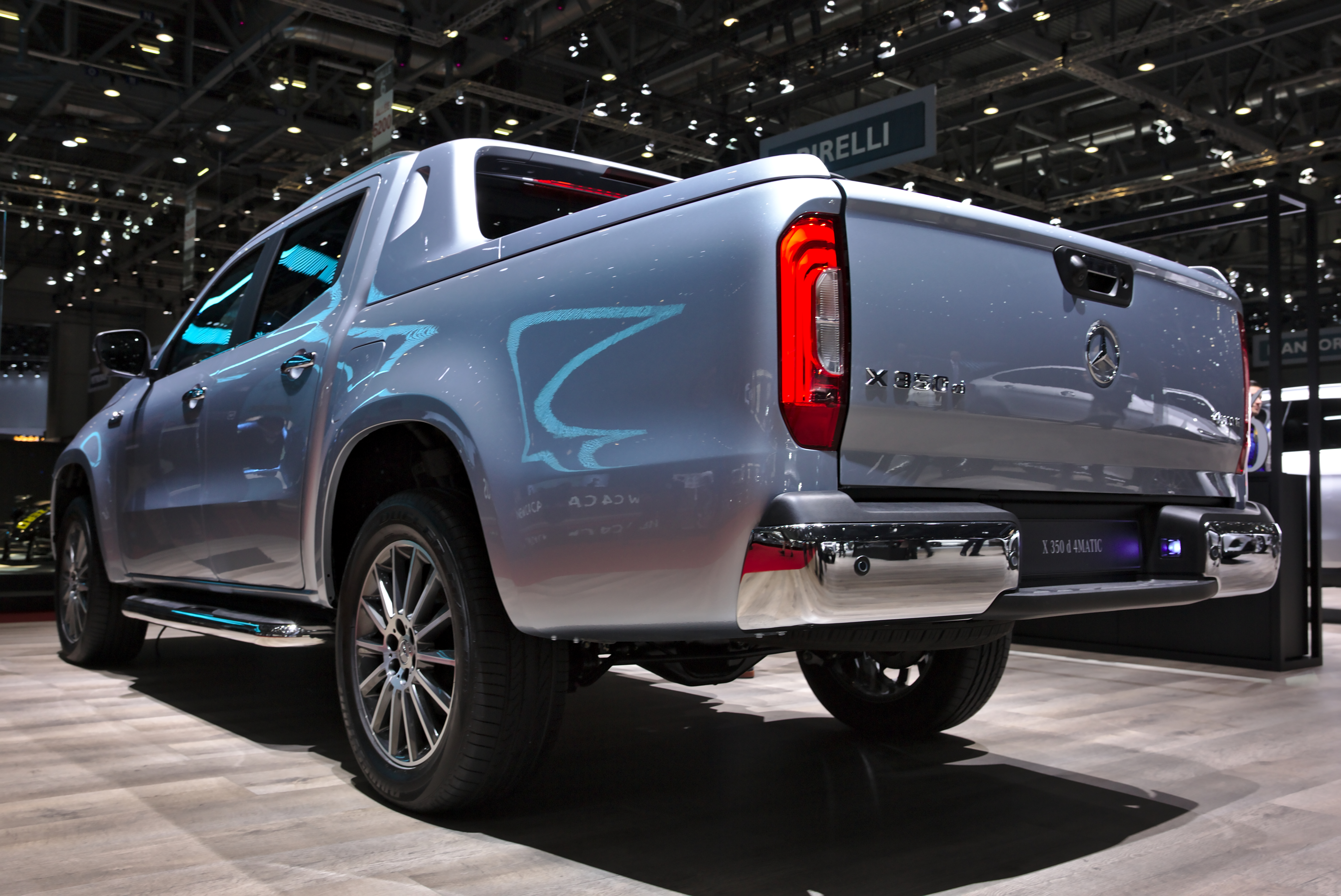
Heckansicht
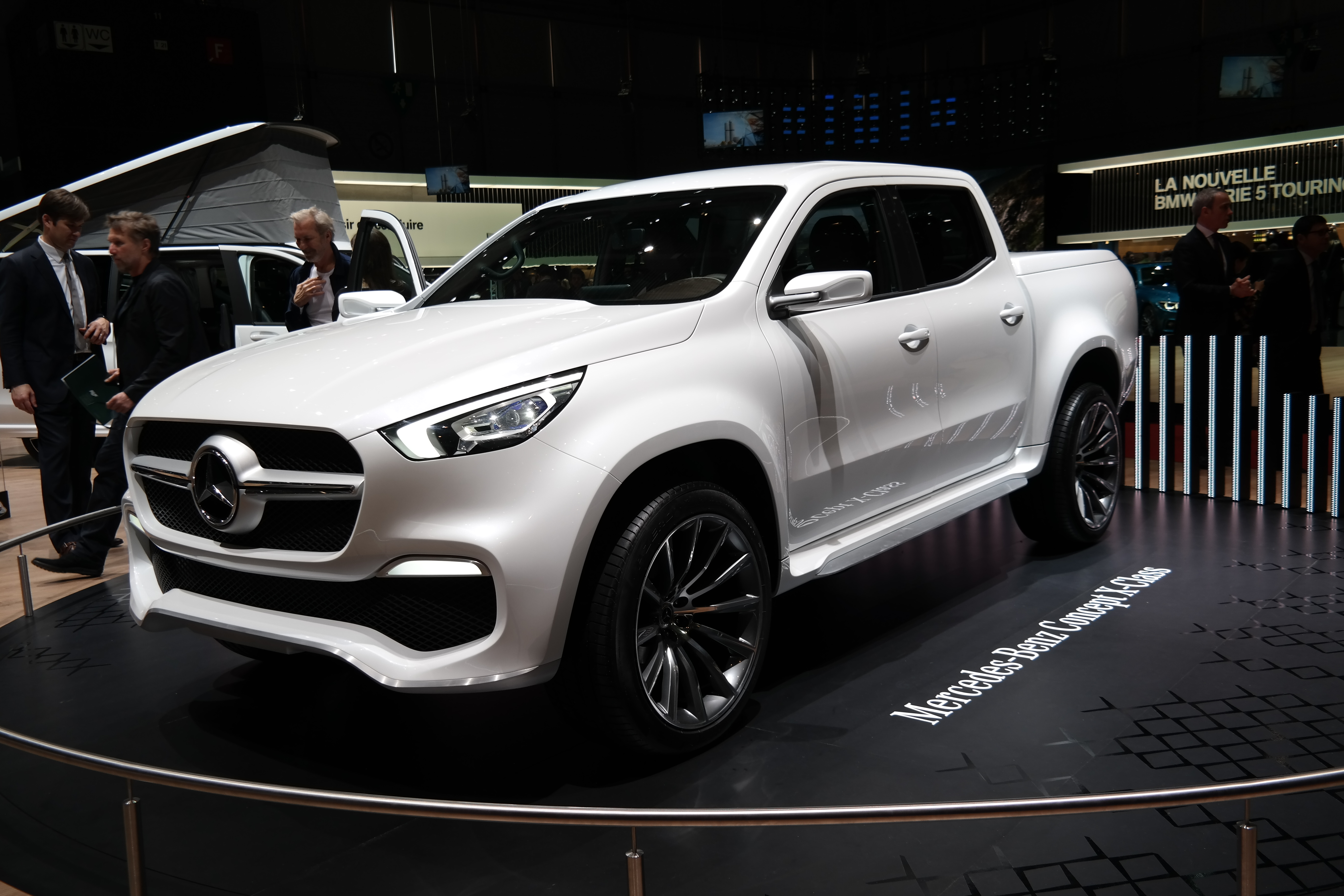
Mercedes-Benz Concept X-Klasse auf dem Genfer Auto-Salon 2017
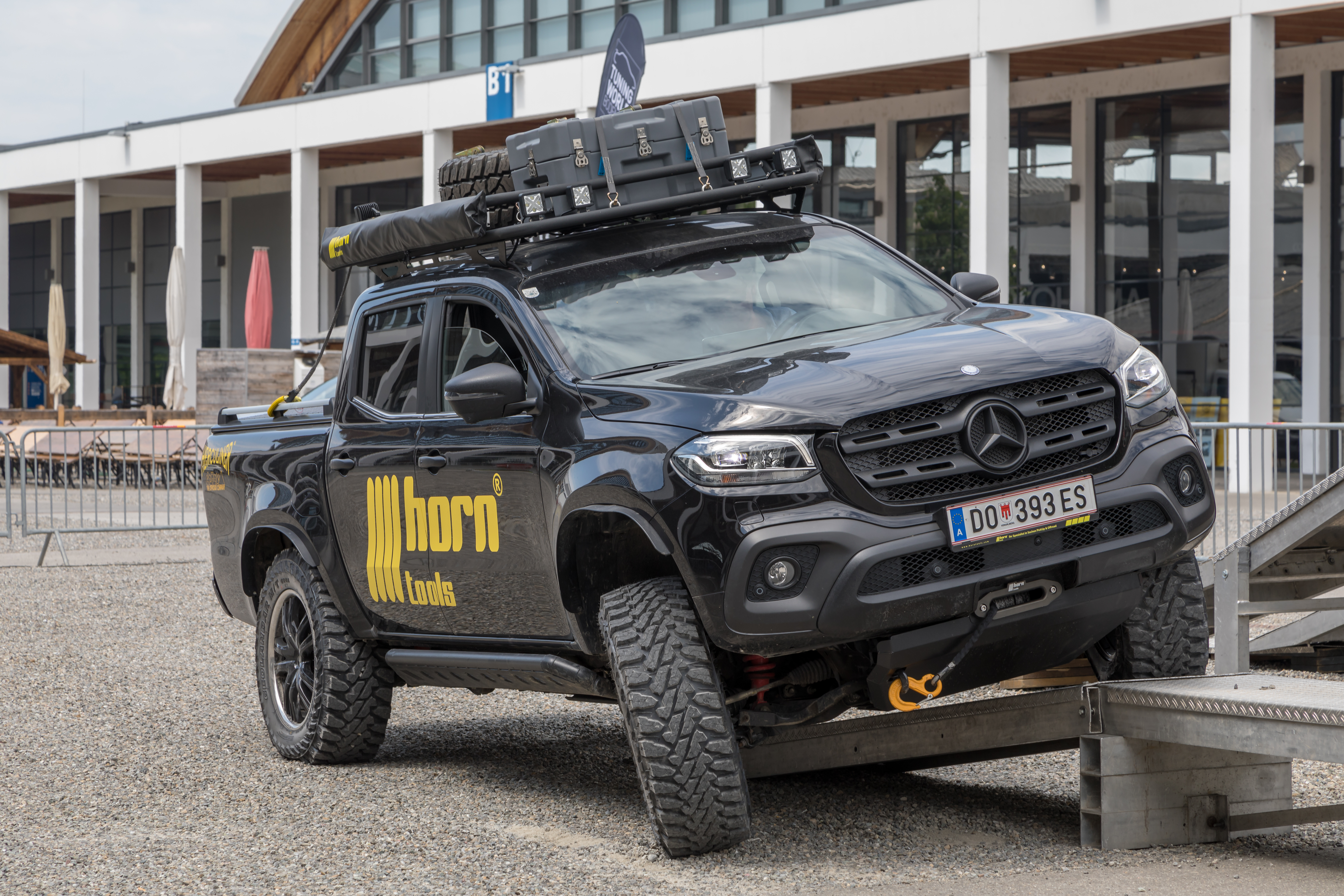
Modifizierter X 250 d auf einem Off-road-Parcours

## Motoren
Die Markteinführung 2017 startete mit den Modellen X 220 d und X 250 d mit Vierzylinder-Dieselmotoren mit 120 kW (163 PS) und 140 kW (190 PS) (OM 699). Diese Motoren und die Automatikgetriebe wurden von Renault zugekauft. Ab Mitte 2018 stand zusätzlich ein V6-Dieselmotor aus der Mercedes-Motorenpalette (OM 642) mit 190 kW (258 PS) zur Auswahl.
| Typen                                       | X 220 d                                                                                                   | X 220 d 4MATIC                                                                                            | X 250 d                                                                                                   | X 250 d 4MATIC                                                                                            | X 350 d 4MATIC                                                                                         |
| Bauzeitraum                                 | 11/2017–05/2020                                                                                           | 11/2017–05/2020                                                                                           | 11/2017–05/2020                                                                                           | 11/2017–05/2020                                                                                           | 07/2018–05/2020                                                                                        |
| Motorkenndaten                              | | | | | |
| Motortyp                                    | Vierzylinder-Dieselmotor in Reihenbauart, Common-Rail-Einspritzung, Turbolader, vier Ventile pro Zylinder | Vierzylinder-Dieselmotor in Reihenbauart, Common-Rail-Einspritzung, Turbolader, vier Ventile pro Zylinder | Vierzylinder-Dieselmotor in Reihenbauart, Common-Rail-Einspritzung, Turbolader, vier Ventile pro Zylinder | Vierzylinder-Dieselmotor in Reihenbauart, Common-Rail-Einspritzung, Turbolader, vier Ventile pro Zylinder | Sechszylinder-Dieselmotor in V-Bauart, Common-Rail-Einspritzung, Turbolader, vier Ventile pro Zylinder |
| Motorcode                                   | OM 699 | OM 699 | OM 699 | OM 699 | OM 642                                                                                                 |
| Hubraum                                     | 2298 cm³                                                                                                  | 2298 cm³                                                                                                  | 2298 cm³                                                                                                  | 2298 cm³                                                                                                  | 2987 cm³                                                                                               |
| max. Leistung                               | 120 kW (163 PS) bei 3750/min                                                                              | 120 kW (163 PS) bei 3750/min                                                                              | 140 kW (190 PS) bei 3750/min                                                                              | 140 kW (190 PS) bei 3750/min                                                                              | 190 kW (258 PS) bei 3400/min                                                                           |
| max. Drehmoment                             | 403 Nm bei 1500–2500/min                                                                                  | 403 Nm bei 1500–2500/min                                                                                  | 450 Nm bei 1500–2500/min                                                                                  | 450 Nm bei 1500–2500/min                                                                                  | 550 Nm bei 1400–3200/min                                                                               |
| Kraftübertragung                            | | | | | |
| Antrieb, serienmäßig                        | Hinterradantrieb                                                                                          | Allradantrieb                                                                                             | Hinterradantrieb                                                                                          | Allradantrieb                                                                                             | Allradantrieb                                                                                          |
| Getriebe, serienmäßig                       | 6-Gang-Schaltgetriebe                                                                                     | 6-Gang-Schaltgetriebe                                                                                     | 6-Gang-Schaltgetriebe                                                                                     | 6-Gang-Schaltgetriebe                                                                                     | 7-Stufen-Automatikgetriebe (7G-TRONIC Plus)                                                            |
| Getriebe, optional                          | — | — | 7-Stufen-Automatikgetriebe                                                                                | 7-Stufen-Automatikgetriebe                                                                                | — |
| Messwerte                                   | | | | | |
| Höchstgeschwindigkeit                       | 172 km/h                                                                                                  | 170 km/h                                                                                                  | 184 km/h [179 km/h]                                                                                       | 180 km/h [176 km/h]                                                                                       | [205 km/h]                                                                                             |
| Beschleunigung, 0–100 km/h                  | 12,5 s | 12,9 s | 10,9 s [11,4 s]                                                                                           | 11,1 s [11,8 s]                                                                                           | [7,9 s]                                                                                                |
| Leergewicht                                 | 2136 kg                                                                                                   | 2216 kg                                                                                                   | 2164 kg [2169 kg]                                                                                         | 2226 kg [2234 kg]                                                                                         | 2249–2389 kg                                                                                           |
| Kraftstoffverbrauch auf 100 km (kombiniert) | 7,4 l Diesel                                                                                              | 7,6 l Diesel                                                                                              | 7,3 l Diesel [7,7 l Diesel]                                                                               | 7,5 l Diesel [7,9 l Diesel]                                                                               | [8,8–9,0 l Diesel]                                                                                     |
| CO2-Emission (kombiniert)                   | 195 g/km                                                                                                  | 200 g/km                                                                                                  | 192 g/km [203 g/km]                                                                                       | 197 g/km [207 g/km]                                                                                       | [230–236 g/km]                                                                                         |
| Tankinhalt                                  | 73 l | 73 l | 73 l | 73 l | 73 l                                                                                                   |
| Abgasnorm nach EU-Klassifikation:           | Euro 6 | Euro 6 | Euro 6 | Euro 6 | Euro 6                                                                                                 |

Werte in eckigen Klammern [ ] für Modelle mit Automatikgetriebe